# Tempêtes de l'hiver 1990 en Europe
 (6 mai 2023).
Les tempêtes de l'hiver 1990 en Europe désignent une série d'une dizaine de tempêtes, dont les tempêtes Daria, Vivian et Wiebke, survenues entre le 25 janvier 1990 et le 1er mars 1990 et ayant balayé la Belgique ainsi que d'autres pays du Nord de l'Europe.
Le bilan belge a été de 11 morts et 40 blessés.
Cette série de tempêtes fut parmi les plus marquantes de l'histoire récente du pays.

## Chronologie

### Belgique
- Le 25 janvier la première tempête à s'abattre sur la Belgique est la tempête Daria[4], avec des rafales de 148 km/h à Middelkerke, 145 km/h à Ostende et 168 km/h à Beauvechain. Cette tempête fait suite au passage d'un front froid avec un vent puissant de sud à sud-ouest, entrainant d'abord des températures élevées pour la saison, de l'ordre de 13 à 14°C à peu près partout. La dépression responsable de cette tempête est de l’ordre de 980 millibars en son centre.
- Le 28 janvier survint la deuxième tempête avec des rafales allant jusqu'à 111 km/h à Middelkerke, 98 km/h à Zaventem, 100 km/h à Beauvechain.
- Le 3 février arrive la troisième tempête avec des vents enregistrés à 93 km/h à Middelkerke, 106 km/h à Zaventem, 107 km/h à Beauvechain. Cette tempête se produit essentiellement au passage du front froid, avec un vent qui s’oriente à l’ouest-nord-ouest.
- Le 7 février se produit la quatrième tempête. Cette fois-ci, de fortes rafales s’observent aussi au sein du secteur chaud d’une perturbation, dans le cadre d’un gradient généralement très resserré entre les dépressions sur le nord de l’Atlantique et les hautes pressions sur tout le sud de l’Europe. Les vents répertoriés sont de 113 km/h à Middelkerke, 106 km/h à Zaventem ou encore 102 km/h à Beauvechain.
- Du 11 février au 14 février des tempêtes de moindre importance surviennent (6e, 7e et 8e), mais toujours avec des rafales supérieures à 100 km/h par endroit. Elles sont générées par une dépression principale centrée entre l’Islande et l’Écosse qui génère régulièrement des dépressions secondaires passant par le pays.
- À partir du 25 février et pendant 4 jours durant, la tempête Vivian  frappe le pays de rafales de 137 km/h à Middelkerke, 140 km/h à Coxyde et à Zaventem et 117 km/h à Beauvechain.
- Le 28 février c'est au tour de la tempête Wiebke d'atteindre la Belgique, qui entraine une importante décharge d’air polaire met fin aux tempêtes, avec des conditions hivernales tardives qui précipitent de la neige au sol, par exemple à Uccle, dans la banlieue de Bruxelles dans la nuit du 1er au 2 mars.

### France
Le 25 janvier 1990, la tempête Daria frappe les côtes de la Manche. Des vents de 155 km/h sont mesurés à Quimper, 173 km/h au Cap de la Hève et 166 km/h à Dunkerque. Dans les terres, les vents sont sensiblement élevés, généralement entre 100 et 130 km/h. En Ile de France, à la station météorologique de Roissy-en-France enregistre des vents allant jusqu'à 140 km/h, soit, à l'époque, le record absolu de la station. Plus à l'est, 133 km/h sont relevés à Langres s'approchant donc du record de la tempête du 27 novembre 1983.
Le 3 février 1990 la tempête Herta frappe la France avec une rare violence. Seconde tempête la plus forte de la moitié nord de la France depuis 50 ans et la plus violente tempête qu'est connue le Pays de la Loire, Herta a principalement touché toute la moitié nord avec des vents supérieurs à 100 km/h. Cette tempête a eu lieu en pleine journée ce qui n'a pratiquement jamais été vu lors des tempêtes historiques de cette violence. Herta a commencé à frapper la Bretagne vers 9 h et le Pays de la Loire d'une puissance modéré a forte. Les vents atteignent 167 km/h à la pointe du Raz, 162 km/h à Belle-Île-en-Mer, 140 km/h à Brignogan-Plages, 158 km/h à l'île de Groix et à l'île d'Yeu. En s'enfonçant dans les terres des pays de Loire, les vents deviennent alors exceptionnels pour la région. On enregistre 133 km/h à Nantes, 133 km/h à Alençon (record absolu actuel de la station) 126 km/h à Rennes, 122 km/h au Mans et à Tours, et jusqu'à 140 km/h à Laval. En Normandie 170 km/h à Granville et 148 km/h à Barneville-Carteret. En s'approchant de la région parisienne, 151 km/h furent mesurés au Cap de la Hève et 144 km/h à Chartres (record absolu actuel de la station).
Vers 14 heures, la tempête Herta arrive en île de France. Les vents deviennent alors encore plus violent rappelant Lothar en 1999, dans cette région. On atteint 158 km/h à Bretigny-sur-Orge (record absolu actuel de la station), 148 km/h à Roissy (record absolu actuel de la station), 140 km/h à Melun, 130 km/h à Orly, et jusqu'à 115 km/h au Parc Montsouris.
La dépression catégorisée « D1 » venue d'Islande atteint le département du Nord et la Flandre-Occidentale le 24 janvier, suivie par la dépression D2 le 25 janvier, accompagnée de températures douces et de précipitations, avec des vents atteignent 46 m/s à Koksijde, 43 m/s à Munte, Boulogne-sur-Mer et Dunkerque, 40 m/s à Abbeville, Vron et Ostende. La vitesse maximale le 25 janvier est atteinte vers 12h05 à Boulogne, 15h16 à Lesquin et 16h15 à Loos-en-Gohelle, Saulty et Wancourt.
Le mois suivant, plusieurs tempêtes se succèdent à de courts intervalles les 3 février, 7-8 et 10-11 février, 13-14 février, 26 février et 1er mars. La vitesse record des vents est observée dans les trois derniers jours de février dans le Nord, le Pas-de-Calais, l'Aisne et la Somme, sauf dans trois stations de l'Aisne où les records sont atteints vers le 3 février. Des pointes sont observées atteignant 42 m/s à Abbeville et 40 m/s à Wancourt .
La tempête du 3 février passe sensiblement plus au sud que celle du 25 janvier. Elle atteint le Pas-de-Calais à 12h00 : elle se dissipe plus rapidement que celle du 25 janvier et fait moins de dégâts dans le Nord, le Pas-de-Calais et la Somme mais davantage dans l'Aisne ainsi qu'au Luxembourg.

### Autres pays
La dépression traverse l'Atlantique Nord le 25 février. Le 26, elle atteint l'Irlande, le nord de l'Angleterre, le sud-ouest de la Norvège puis la Finlande. Le 28 février, un violent orage atteint l'Irlande, le centre de l'Angleterre, les Pays-Bas, et arrive en Allemagne le 1er mars.

## Pertes humaines
La tempête du 25 janvier 1990 fait au moins 93 morts dans six pays : 45 au Royaume-Uni, 19 aux Pays-Bas, 10 en Belgique, 8 en France, 7 en Allemagne de l'Ouest et 4 au Danemark.

## Réactions sociétales
Aux Pays-Bas, après la tempête Daria, une équipe de recherches sur la crise (en néerlandais : Crisis Onderzoeksteam) est créé pour évaluer les réactions des autorités, des entreprises de transport et des médias. Il en ressort que l'information sur les tempêtes a été hétérogène, tardive et inadaptée et que le public n'a souvent pas tenu compte des recommandations. Les nouvelles des tempêtes, données par les médias en fin de bulletin et sans mise en valeur particulière, étaient souvent ignorées. L'étude cite en contre-exemple la Belgique et le Royaume-Uni où les membres du gouvernement et la reine Élisabeth II étaient intervenus à la télévision pour parler de la crise. Les plans d'urgence pour faire face à une catastrophe faisaient défaut au niveau national, provincial ou municipal. Les Chemins de fer néerlandais ont pu mobiliser des autocars pour relayer les trains supprimés, mais l'information des passagers était déficiente et, le plus souvent, ce sont les municipalités ou la Croix-Rouge qui leur ont fourni de la nourriture ou des hébergements : la compagnie nationale entreprend de formuler un plan d'urgence qui sera publié quelques mois après. L'Administration des forêts et de la nature (Bosschap (nl)) avait un programme d'urgence en cas de catastrophe mais il était mal connu des services publics et des propriétaires de forêts chargés de l'appliquer.

## Dégâts
Les dégâts de la tempête du 25 janvier sur l'Europe sont estimés à 6,8 milliards de dollars dont 5,2 milliards couverts par les assurances.
Aux Pays-Bas, le montant des dégâts des tempêtes de 1990 est estimé à 2,6 milliards de florins dont 1,5 milliard couverts par les assurances. Il faut ajouter 15 millions de florins pour la restauration des dunes, 13 à 15 millions pour celle des forêts, 5 millions pour les dégâts aux bâtiments et aéroplanes sur l'aéroport d'Amsterdam-Schiphol et 10 millions de pertes pour les retards de transports.
La grande quantité de chablis abattu par les tempêtes cause un excédent de bois sur le marché, notamment en Allemagne, qui sera assez long à se résorber : de ce fait, les coupes de bois en Europe sont en forte réduction en 1991.